# Mary Toft
Mary Toft (c. 1701 – 1763) foi uma cidadã britânica de Godalming, Surrey, que em 1726 tornou-se alvo de uma controvérsia considerável quando logrou médicos a acreditarem que ela havia dado à luz coelhos.
Toft ficou grávida em 1726, mas sofreu um aborto após ter ficado supostamente impressionada ao avistar um coelho. Quando ela afirmou ter dado à luz diversos membros deste animal, um cirurgião local, John Howard, foi chamado para investigar. Ele presenciou as partes animais saindo do útero da mulher, notificando imediatamente outros médicos proeminentes. Isto chamou a atenção de Nathaniel St. André, cirurgião da corte de Jorge I. St. André chegou à conclusão de que o caso de Toft era genuíno, mas o rei enviou outro cirurgião, Cyriacus Ahlers, que examinou a paciente e permaneceu cético a seu respeito. Já então bastante conhecida, Toft foi levada a Londres e examinada detalhadamente. Sob intensa vigilância e pressionada por não ter concebido mais coelhos, ela confessou a farsa, sendo subsequentemente aprisionada sob a acusação de fraude.
A zombaria da população desacreditou os médicos em geral e arruinou as carreiras de vários cirurgiões proeminentes. O caso foi satirizado em diversas ocasiões, inclusive pelo satirista e crítico social William Hogarth, cujas críticas eram frequentemente direcionadas à credulidade da profissão médica. As acusações contra Toft foram eventualmente retiradas e, libertada, ela retornou para casa.

## O relato
A história chamou a atenção do público pela primeira vez no final de outubro de 1726, quando relatórios começaram a chegar a Londres. Um relato apareceu no Mist's Weekly Journal, em 19 de novembro de 1726:
| “ | De Guildford vem uma notícia estranha, mas bem atestada. Que uma pobre mulher que mora em Godalmin [sic], perto daquela cidade, foi há cerca de um mês entregue por Sr. John Howard, um eminente cirurgião e parteiro, de uma criatura semelhante a um coelho, mas cujo coração e pulmões cresceram fora de sua barriga, cerca de 14 dias desde que foi entregue pela mesma Pessoa, de um coelho perfeito: e em poucos Dias depois de mais 4; e na sexta-feira, sábado, domingo, 4º, 5º e 6º instantes, de um em cada dia: em todos os nove, eles morreram todos para trazer ao Mundo. A mulher fez juramento, que há dois meses, estando trabalhando em um campo com outras mulheres, eles colocaram um coelho, que fugindo delas, eles o perseguiram, mas sem propósito: isto criou nela um tal desejo por isso, que ela (estando com a criança) adoeceu e abortou, e desde aquele tempo ela não foi capaz de evitar pensar em coelhos. Afinal, as pessoas diferem muito em suas opiniões sobre este assunto, algumas as consideram grandes curiosidades, dignas de serem apresentadas à Royal Society, etc. outras estão zangadas com o relato e dizem que, se for um fato, um O véu deve ser colocado sobre ele, como uma imperfeição na natureza humana. | ” |
|   | — Weekly Journal, 19 de novembro de 1726. |   |

A "pobre mulher", Mary Toft, tinha vinte e quatro ou vinte e cinco anos. Ela foi batizada Mary Denyer em 21 de fevereiro de 1703, filha de John e Jane Denyer. Em 1720 ela se casou com Joshua Toft, um jornaleiro de roupas, e juntos o casal teve três filhos, Mary, Anne e James. Como uma camponesa inglesa do século XVIII, as circunstâncias determinaram que quando em 1726 Toft novamente engravidou, ela continuou trabalhando no campo. Ela se queixou de complicações dolorosas no início da gravidez e no início de agosto expulsou vários pedaços de carne, um "do tamanho do meu braço". Isso pode ter sido o resultado de uma anormalidade no desenvolvimento da placenta, que faria com que o embrião parasse de se desenvolver e coágulos sanguíneos e carne fossem ejetados. Toft entrou em trabalho de parto em 27 de setembro. Seu vizinho foi chamado e ficou olhando enquanto ela produzia várias partes de animais. Essa vizinha mostrou então as peças para sua mãe e para sua sogra, Ann Toft, que por acaso era parteira. Ann Toft enviou a carne para John Howard, um homem-parteiro de Guildford com trinta anos de experiência.
Inicialmente, Howard descartou a ideia de que Toft tivesse dado à luz partes de animais, mas no dia seguinte, apesar de suas reservas, ele foi vê-la. Ann Toft mostrou a ele mais pedaços dos esforços da noite anterior, mas ao examinar Mary, ele não encontrou nada. Quando Mary entrou em trabalho de parto novamente, parecendo dar à luz várias outras partes de animais, Howard voltou para continuar suas investigações. De acordo com um relato contemporâneo de 9 de novembro, nos dias seguintes ela deu à luz "três pernas de um Gato de cor malhada e uma perna de um coelho: as tripas eram como as de um gato e nelas havia três pedaços das costas. Osso de uma enguia ... Os pés do gato supostamente foram formados em sua imaginação a partir de um gato de quem ela gostava que dormia na cama à noite". Toft aparentemente ficou doente mais uma vez e nos dias seguintes entregou mais pedaços de coelho.
À medida que a história se tornava mais amplamente conhecida, em 4 de novembro, Henry Davenant, um membro da corte do rei Jorge I, foi ver por si mesmo o que estava acontecendo. Ele examinou as amostras que Howard havia coletado e voltou para Londres, aparentemente um crente. Howard mudou Toft para Guildford, onde ele se ofereceu para entregar coelhos na presença de qualquer um que duvidasse de sua história. Algumas das cartas que escreveu a Davenant para notificá-lo de qualquer progresso no caso chamaram a atenção de Nathaniel St. André, desde 1723 um cirurgião suíço da Casa Real. Santo André acabaria por detalhar o conteúdo de uma dessas cartas em seu panfleto, Uma breve narrativa de uma entrega extraordinária de coelhos (1727):
| “ | SIR, Desde que escrevi para você, levei ou entreguei a pobre Mulher de mais três Rabbets, todos os três meio crescidos, um deles um Rabbet pardo; a última saltou vinte e três horas no útero antes de morrer. Assim que o décimo primeiro Rabbet foi levado embora, saltou o décimo segundo Rabbet, que agora está saltando. Se você tiver qualquer pessoa curiosa que tenha o prazer de vir Post, pode ver outro salto em seu útero , e deve tomá-lo dela se quiser; o que será uma grande satisfação para os curiosos: se ela tivesse estado com a criança, ela teria apenas mais dez dias para ir, então não sei quantos rabbets podem estar atrás; Eu trouxe a Mulher para Guildford para uma melhor conveniência. Eu sou , SIR, Seu humilde Servo , JOHN HOWARD. | ” |